# Świerczyny (województwo łódzkie)
Świerczyny – wieś w Polsce, położona w województwie łódzkim, w powiecie radomszczańskim, w gminie Kobiele Wielkie.
| SIMC    | Nazwa | Rodzaj     |
| ------- | ----- | ---------- |
| 0543232 | Dudki | przysiółek |

W latach 1975–1998 wieś położona była w województwie piotrkowskim.